# Gradlon
Gradlon, también conocido como Gradlon Meur (Gradlon el Grande), es un rey legendario de Armórica (actual Bretaña) y Cornualles. Gradlon habría vivido entre los siglos IV y V. Es el hijo mayor de Conan Meriadec, primer rey legendario de Armórica, y de Santa Darerca, hermana de San Patricio.

## La leyenda
Según la leyenda, durante su juventud pagana, Gradlon se enamora profundamente de Malgven, la reina del Norte, una especie de hada (una banshee, según la tradición irlandesa), durante una expedición guerrera. Desgraciadamente, ofende a la misteriosa criatura al convertirse al cristianismo y buscar el consejo de San Winwaleo. El hada abandona a Gradlon franqueando un río torrencial y advirtiéndole que no la siga. El valeroso bretón la sigue, zambulléndose en las tumultuosas aguas. El hada, obligada a salvar la vida de su antes amante, no lo odió por ello; porque ese rescate era la prueba de que su amor no había muerto. 

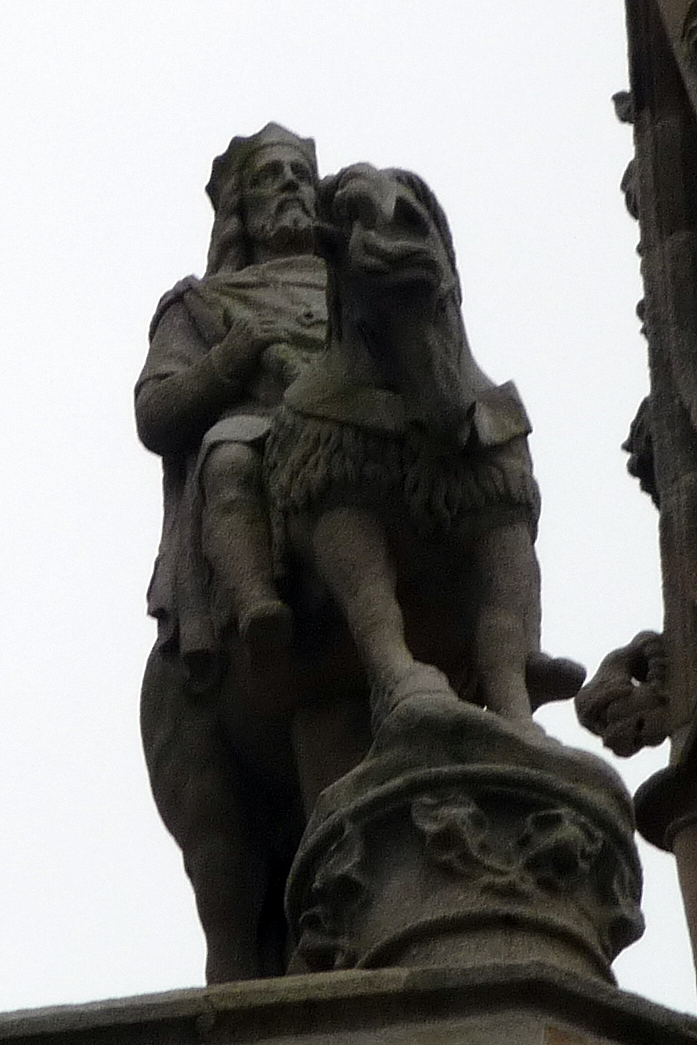
La estatua de Gradlon, entre las dos flechas de la catedral de Quimper

Durante una caza, separado de su séquito, se perdió en el gran bosque de Menez-Hom. Casi muerto de agotamiento y hambre, se encuentra por casualildad con el retiro de San Corentino (actualmente Plomodiern). San Corentino posee un pez maravilloso al que corta la mitad  todos los días para su sustento, y que vuelve a encontrarse entero todas las mañanas. El santo, al compartir todos los días su comida con el rey, le devuelve la salud. Como recompensa por su hospitalidad, Gradlon hizo de San Corentino el primer obispo de Cornualles. 
El primer amor feérico del rey regresó muchos años más tarde para poseer el espíritu de la hija de Gradlon, Dahut, que dio lugar a la desaparición de la ciudad de Ys.
Gradlon hizo de Corispotium (variante de Corisopitum), llamada luego Quimper, su nueva capital. A la muerte de Gradlon, lo sucedió su hijo Salomón I; luego, su nieto, Aldrien.
Actualmente, una estatua ecuestre del rey Gradlon, se alza entre los capiteles de la catedral de Quimper; fue colocada allí por el arquitecto Joseph Bigot en 1858, pero se esculpió siguiendo un modelo en yeso del escultor Amédée Ménard para reemplazar otra estatua ecuestre del rey Gradlon, destruida en 1793. Según una antigua costumbre cada año, el 26 de julio un habitante de Quimper trepara a la estatua. Sentado sobre la grupa detrás del rey, debía atarle un lienzo alrededor del cuello y presentarle una copa llena de vino. Luego, el voluntario se bebía el vino, pero limpiaba con el lienzo los labios de la estatua. Entonces, lanzaba la copa vacía al público reunido en la plaza: si alguien era capaz de agarrar la copa al vuelo sin romperla, era recompensando con cien monedas de oro. Se dice que los concejales, para escatimar la hacienda de la ciudad, habrían ordenado en secreto que se fragilizara el pie de la copa mediante unos cortes invisibles con una sierra.
En Locronan, el camp des Salles —el topónimo des Salles es una deformación de la palabra bretona salou, que significa «castillo»—, situado a 500 metros de la villa de Locronan, es un atrincheramiento carolongio rodeado de taludes y piedras. Situado en el flanco norte de la Montaña del Priorato, comprende tres vallados sucesivos, alineados hasta alcanzar una longitud de 420 metros, rodeados de taludes de más de cuatro metros de altitud. Estas fortificaciones, situadas en medio de la zona recorrida por la Gran Tromenie, tal vez constituían la Corte del rey Gradlon, a la que se alude, tres siglos más tarde, en el siglo XIII, en la «Vida de San Ronan». Este triple recinto de tierra es tícido de las residencias palatinas de los reyes bretones en la Alta Edad Media.

## Historia

### Los demás Gradlon, en particular Gradlon-Plonéour
Las fuentes dan a conocer la existencia de varios Gradlon, de entre los cuales Gradlon Meur aparece citado en el cartulario de Landévennec; pero también Gradlon Flam y Gradlon Plueneuor (Plonéour), que habría vivido a principios del siglo IX y sido el iniciador del encuentro en Priziac, en 818, entre Ludovico Pío, hijo de Carlomagno, y Matmununc, abad de Landévennec, que condujo al abandono de la regla de San Columbano en favor de la de San Benito, entonces en vigor en el Imperio Carolingio, y tal vez habría habitado en el lugar llamado Ar Zall ( «la Salle»), una colina situada al oeste de la villa de Plonéour-Lanvern. Estos tres Gradlon son calificados generalmente como consul, que se puede interpretar como conde, en tanto los textos latinos traducen el título bretón de mac'htiern como tirano. Él habría vivido, más verosímilmente, entre los siglos V y IX. 
En la época galo-romana, la capital de los osismos —predecesores de los cornualleses, los habitantes de Tréguier (Trégorrois) y los de Léon (Léonards)— era Carhaix. Y, si existía una villa junto al río Odet, no era todavía Quimper, sino que estaba un poco río abajo, en el actuar barrio de Locmaria. En sus inicios, Quimper no se llamana Corisoptiensis (un error de interpretación tardío), sino, más probablemente (y, por lo tanto, sin certeza), Civitas Aquilonia. 
No obstante, los topónimos hacen aparecer un supuesto «castillo» (que habría pertenecido a Gradlon-Plonéur, que lo habría donado para permitir la construcción de la catedral) de San Corentino en el barrio de la catedral de Quimper, llamado en la Edad Media Tour du Chastel (Torre del Castillo). Y, bajo el Antiguo Régimen, Quimper tendrá el nombre de Quimper-Corentin.
Los vestigios de una residencia aristocrática de los siglos IX o X, asociada a talleres de orfebrería, en la Montaña de Locronan o «camp des Salles», podrían ser uno de los focos del poder y de creación de riqueza que habían explotado los diferentes príncipes que ejercían su autoridad sobre la región de Quimper en la Alta Edad Media.
Una mansión, en ruinas desde el siglo XVII, situada en la Île Chevalier, era conocida como el «castillo del rey Gradlon».

## Endecha
| La endecha de la ciudad de Is | Gwerz Kêr Iz |
| --- | --- |

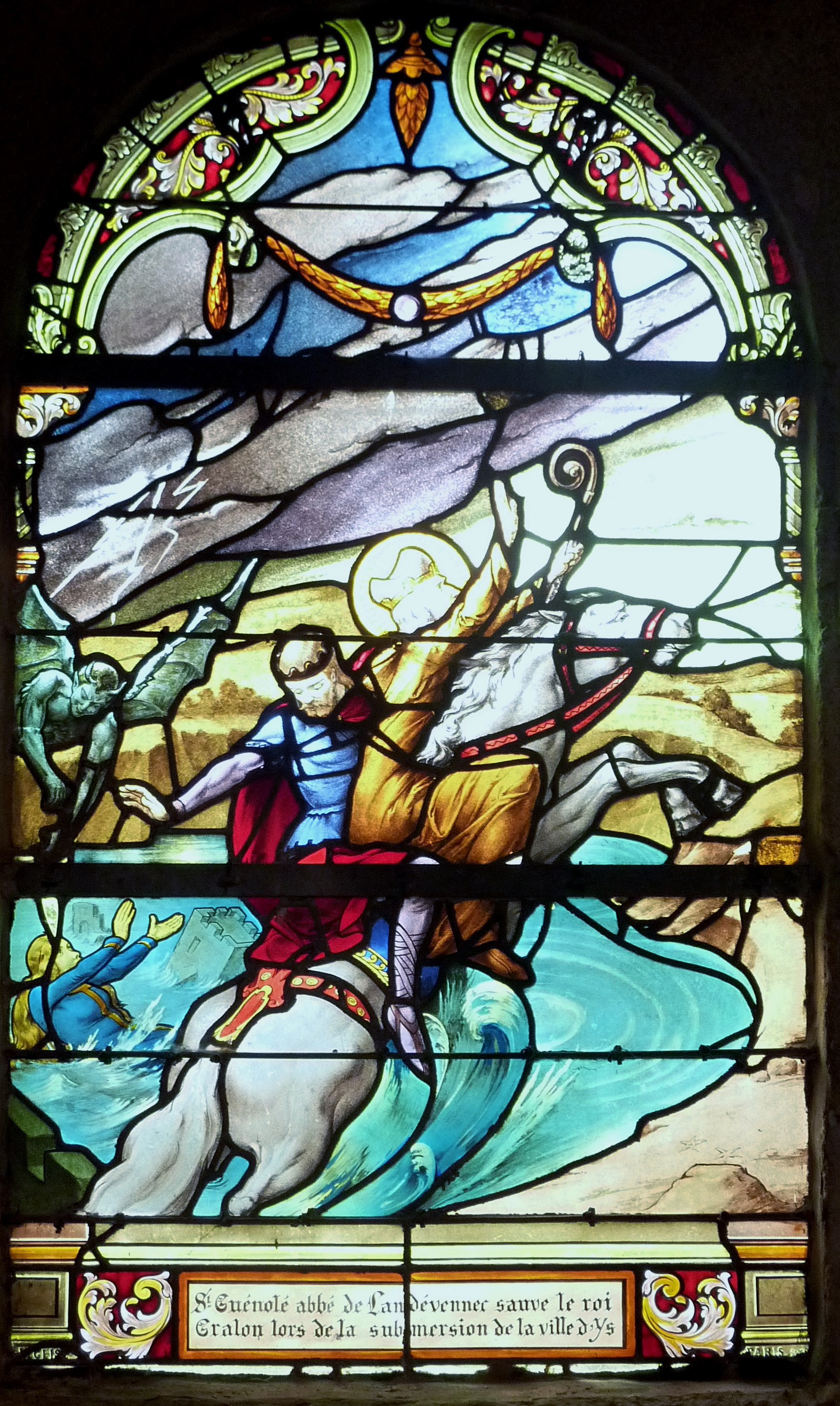
Kerlaz : iglesia parroquial de Saint-Germain, vidriera de Gabriel Léglise que representa a "San Winwaleo, abad de Landévennec, salvando al rey Gradlon durante la sumersión de la ciudad de Ys"

| Estrofa 1 Qué hay de nuevo en la ciudad de Is, Puesto que la juventud está tan loca. Puesto que de tal manera oigo los binious, las bombardas y las arpas.            | Koublad 1 Petra 'zo nevez e Kêr Iz Ma'z eo ken foll ar yaouankiz, Mar klevan-me ar binioù, Ar vombard hag an telennoù.                     |
| Estrofa 2 Nada de nuevo hay en la ciudad de Is, Solo los retozos de todos los días, En la ciudad de Is no hay sino viajes cosas, Y los retozos de todas las noches.   | Koublad 2 E Kêr Iz n'eus netra nevez, Met an ebatoù 'vez bemdez, E Keriz n'eus nemet traou kozh, Hag an ebatoù 'vez bemnoz.                |
| Estrofa 3 Arboledas de zarzas han brotado, en las puertas de las iglesias cerradas, Y respecto a los pobres que lloran, Se excita a los perros a que los muerdan.     | Koublenn 3 Bodennoù drez 'zo diwanet, E dor an ilizoù serret, Ha war ar beorien o ouelañ, E hiser ar chas d'o drailhañ.                    |
| Estrofa 4 Ahès, la hija del Rey Gradlon, Con el fuego del Infierno en el corazón, Encabezando el libertinaje, Lleva la ciudad a la perdición.                         | Koublad 4 Ahes merc'h ar Roue Gralon, Tan an ifern en he c'halon, Er penn kentañ eus an diroll, A gas ar gêr d'he heul da goll.            |
| Estrofa 5 San Winwaleo, con penas de amor, Ha venido a encontrarse a menudo con su padre, Y, con piedad, el hombre de Dios, Ha dicho al Rey:                          | Koublenn 5 Sant Gwenole gant kalonad, 'Zo bet meur a wezh 'kaout he zad, Ha gant truez an den doue, En deus lavaret d'ar Roue :            |
| Estrofa 6 "Gradlon, Gradlon, prestad atención, A los desórdenes de Ahès, Porque llegará el tiempo, En que Dios lanzará su cólera".                                    | Koublad 6 "Gralon, Gralon, lakaet evezh, D'an disurzhioù a ren Ahez, Rak tremenet 'vo an amzer, Pa skuilho Doue e gounnar".                |
| Estrofa 7 Y el Rey prudente, encolerizado, A su hija ha aconsejado, Pero, debilitado por la vejez, Ya no tiene fuerzas para combatirla.                               | Koublad 7 Hag ar Roue fur spouronet, D'e verc'h en deus bet kelennet ; Met diskaret gant ar gozhni, 'N deus mui an nerzh da stourm outi.   |
| Estrofa 8 Cansada de los reproches de su padre, Y para alejarse de su vista, Ha construido con la ayuda de malos espíritus, Un hermoso palacio cerca de las esclusas. | Koublad 8 Ha skuizh gant rebechoù he zad, Evit mont diouzh e zaoulagad He deus graet gant drouksperedoù, Ur palez kaer tost d'ar skluzioù. |
| Estrofa 9 Allí, con sus enamorados, Hay por las noches alboradas, Allí, entre el oro y las perlas, Como el sol, Ahès resplandece.                                     | Koublad 9 Eno, gant hec’h amourouzien, Emañ fenoz an abadenn, Eno, en aour hag en perlez, Evel an heol e par Ahez.                         |